# Hwarang

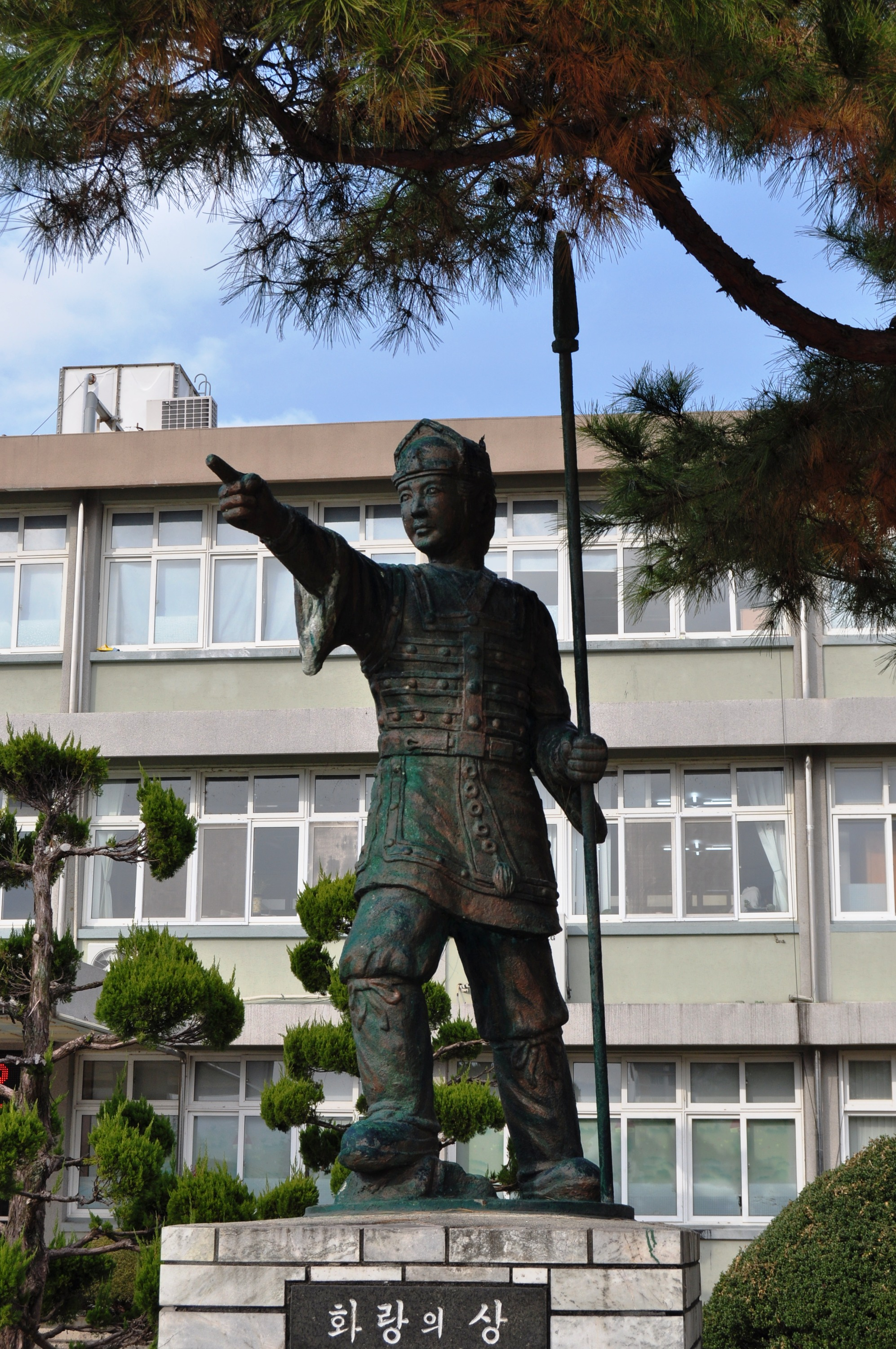
Standbeeld ter ere van Hwarang

De Hwarang waren een elite groep van jonge mannen ten tijde van de Silla dynastie welke duurde tot de 10e eeuw. Het waren educatieve instellingen alsmede sociale groeperingen waar leden bijeen kwamen om te studeren. In eerste instantie studie van zowel Boeddhistische en Taoïstische kunst en cultuur, maar later ontwikkelden deze groepen zich steeds meer tot militaire organisaties in een tijd waar het Silla hof streed om de vereniging van de Drie Koninkrijken.

## Morele code
De Hwarang richtten hun leven in volgende de Vijf geboden voor een seculier leven, de Se-sok O-gye. Het was de boeddhistische monnik Won Gwang wie deze regels had opgesteld. Ze luiden als volgt:
- Loyaliteit aan de koning
- Zorg voor de ouders
- Vertrouw gelijken
- Verdedig je tegen vijanden met moed
- Neem niet iemands leven zinloos

## Overig gebruik van de term Hwarang
- Na de val van de Silla dynastie bleef de term hwarang bestaan, maar kreeg een andere betekenis. Zo werden tijdens de Joseon dynastie mannelijke sjamanen hwarang genoemd.

- De Koreaanse vechtkunst Hwa Rang Do beweert dat er een technische connectie bestaat met de oude hwarang krijgers.

- Het ITF Taekwon-Do kent een tul (loopvorm) die vernoemd is naar de hwarang.